# Comité Paralímpico Belga
El Comité Paralímpico Belga es el comité paralímpico nacional que representa a Bélgica. Esta organización es la responsable de las actividades deportivas paralímpicas en el país. Es miembro del Comité Paralímpico Internacional y del Comité Paralímpico Europeo.